# Maria Komornicka
Maria Jakubina Komornicka, także Piotr Odmieniec Włast (ur. 25 lipca 1876 w Grabowie nad Pilicą, zm. 8 marca 1949 w Izabelinie) – polska pisarka młodopolska, tłumaczka i krytyczka literacka. Przez pierwsze 30 lat życia funkcjonowała jako Maria Komornicka, zgodnie z płcią przypisaną przy urodzeniu, odrzuciła tę tożsamość w 1907, jednak pod koniec życia ponownie używała względem siebie formy żeńskiej oraz dawnego imienia. W powszechnej opinii, m.in. w badaniach literaturoznawczych, funkcjonuje nadal jako Maria Komornicka, ale tożsamość twórcy jest nadal przedmiotem badań i analiz.

## Życiorys
Pochodziła z zamożnej rodziny ziemiańskiej, dzieciństwo spędziła w majątku w Grabowie. Jej rodzicami byli Augustyn Komornicki i Anna Dunin-Wąsowicz, pradziadkiem Teodor Anzelm Dzwonkowski (1764–1850). W 1889 wraz z matką i pięciorgiem rodzeństwa przyjechała do Warszawy, aby pobierać lekcje u prywatnych nauczycieli m.in. u Piotra Chmielowskiego.
W 1892 zadebiutowała opowiadaniami Z życia nędzarza i Staszka w „Gazecie Warszawskiej” (pod nazwiskiem Komornicka). W następnym roku w tej samej gazecie ukazała się nowela Rozłąka. W 1894 wydała zbiór opowiadań Szkice. W tym samym roku w „Gazecie Poznańskiej” ukazał się jej dramat Skrzywdzeni. Następnie pod naciskami ojca wyjechała do Cambridge, gdzie przez 6 miesięcy uczęszczała na wykłady w żeńskim Kolegium Newnham. Dziennik z pobytu opublikowała pod ironicznym tytułem Raj młodzieży na początku 1896. Po powrocie z Cambridge wraz z Wacławem Nałkowskim i Cezarym Jellentą wydała w 1895 manifest literacki Forpoczty.
W czerwcu 1898 wyszła za mąż za poetę Jana Lemańskiego. We wrześniu tego samego roku na krakowskich Plantach doszło do incydentu, podczas którego Lemański z zazdrości strzelił do żony i jej kuzyna. Małżeństwo uchodziło za nieudane, a Lemański za porywczego i chorobliwie zazdrosnego. Związek rozpadł się po dwóch latach ogłoszeniem separacji.
W 1900 opublikowała Baśnie. Psalmodie, od 1901 współpracowała z redagowaną przez Zenona Przesmyckiego „Chimerą”. Publikowała poezję, m.in. cykl Czarne płomienie (1901), prozę (Biesy, 1902), tłumaczenia z języka angielskiego, a także recenzje, podpisywane „Włast”.
W 1905 przebywała i pracowała w Paryżu, gdzie doszło do załamania psychicznego. Lekarze zdiagnozowali wówczas depresję wywołaną przepracowaniem, a Komornicka trafia na miesiąc do szpitala dla nerwowo chorych.
W 1907 przyjęła męską tożsamość oraz nazwisko „Piotr Odmieniec Włast”. Według relacji Marii Dernałowicz, w 1907 w hotelu Bazar w Poznaniu, w trakcie podróży z matką do Kołobrzegu, Komornicka spaliła w piecu kobiece suknie i ujawniła się jako Piotr Włast – od tej pory nosiła wyłącznie męskie stroje, palił fajkę, skraca włosy. Ten akt transgresji spowodował wykluczenie z życia publicznego. Została uznana przez rodzinę za osobę chorą psychicznie. W latach 1907–1914 przebywała w sanatoriach i szpitalach. W 1914 wróciła do rodzinnego Grabowa, gdzie pracowała nad swoim ostatnim utworem, Xięgą poezji idyllicznej.
Bogdan Zakrzewski wspominał, że Włast był przyjaznym i ciekawym rozmówcą, jego jedynym warunkiem było, aby zwracając się doń zachowywać męską formę. Włast uznał się za nowe wcielenie Piotra Własta, legendarnego założyciela rodu Duninów, z którego pochodziła matka Własta.
Pod koniec życia jako pisarka pozostała zapomniana. W 1944 z powodu zniszczeń wojennych Włast opuścił rodzinny majątek i przebywał w przytułku w podwarszawskim Izabelinie. Tam odnalazła go przyjaciółka z młodości, Zofia Villaume-Zahrtowa, dzięki której staraniom Włast dostał zasiłek z Komisji Pomocy Pracownikom Sztuki i Nauki przy Prezydium Rady Ministrów.
W ostatnich zachowanych listach Komornicka ponownie używała form żeńskich, w 1947 podpisuje się jako Maria P.O.W., „Marynia” (przy czym zwraca uwagę, że imię zapisane jest w cudzysłowie), później zaś M., Maaria, Maria Kom., czy Maria z K.L.
Umarła w zakładzie w Izabelinie w 1949. Na grobie, znajdującym się na Cmentarzu Wojskowym na Powązkach widnieje jako Maria Komornicka-Lemańska – kwatera B/20 (7/22).

### Tożsamość płciowa
Badaczka Maria Podraza-Kwiatkowska w biogramie Marii Komornickiej opublikowanym w 1967 w Polskim Słowniku Biograficznym podtrzymała ocenę jej współczesnych, iż przyjęcie męskiej tożsamości było objawem nieuleczalnej choroby umysłowej. Wedle Podrazy-Kwiatkowskiej pierwszy atak tej choroby miał nastąpić w 1905 w Paryżu, a kolejny, objawiający się przyjęciem tożsamości męskiej, w 1907. Biogram Własta zatytułowała odrzuconym przez poetę imieniem „Maria Jakubina Komornicka”. W latach osiemdziesiątych ukazał się szkic Klucze do Marii P.O.W. Romana Zimanda, a Maria Janion opublikowała esej Gdzie jest Lemańska?, którego przedruk, jak i kolejny szkic Maria Komornicka, in memoriam, znalazł się w jej książce Kobiety i duch inności (1996). W 1998 nakładem Wydawnictwa Instytutu Badań Literackich PAN ukazała się praca Modernistyczny dramat ciała. Maria Komornicka autorstwa Edwarda Bonieckiego. Publikacje te spowodowały wzrost zainteresowania pisarką wśród badaczy literatury. W XXI wieku życiem i twórczością Komornickiej/Własta zainteresowały się krytyczki feministyczne, krytycy studiów queerowych, a także dziennikarze.
W 2007 ukazała się monografia Komornicka. Obszary odmienności Izabeli Filipiak, a w 2010 monografia Brygidy Helbig Strącona bogini. Rzecz o Marii Komornickiej. W 2011 Wiktor Dynarski, w swojej pracy magisterskiej poświęconej dyskursowi na temat Komornickiej/Własta, stwierdził: „Marii Komornickiej nigdy nie było”, a za nim powtarza to m.in. Marta Konarzewska w artykule Piotr Włast opublikowanym w „Replice” i Krzysztof Tomasik w Homobiografiach. Tomasik w swojej książce zastanawiał się: „Otwarte pozostaje pytanie, czy Włastowi w jego metamorfozie bardziej chodziło o stanie się mężczyzną, czy po prostu człowiekiem” jako, że w owych czasach kobieta de facto była podczłowiekiem, na co zwracała uwagę także m.in. Zofia Nałkowska.

## Twórczość

### Wydane za życia
- Szkice. Warszawa 1894[14]
- Forpoczty, z Wacławem Nałkowskim, Cezarym Jellentą. Lwów 1895[15]
- Baśnie. Psalmodie. Warszawa 1900[16]

#### Wydane pośmiertnie
- Maria Podraza-Kwiatkowska (oprac.): Utwory poetyckie prozą i wierszem. Maria Komornicka. Wydawnictwo Literackie, Kraków 1996, ISBN 83-08-02659-1.
- Edward Boniecki (oprac.): Maria Komornicka – Listy. Warszawa: Muzeum Historyczne miasta Warszawy, 2011, s. 592. ISBN 978-83-62189-01-4.
- jako Piotr Odmieniec Włast (Marya Komornicka): Xięga poezji idyllicznej. Rzeczy francuskie. oprac. Barbara Stelingowska, przeł. Joanna Majewska, przekł. przejrz. Krzysztof Andrzej Jeżewski, tCHu doM Wydawniczy, Warszawa 2011, s. 152. ISBN 978-83-89782-48-9.
- Sylwia Zientek (oprac.): Utwory wybrane. Maria Komornicka. Warszawa: Muza (oficyna wydawnicza), 2016, s. 152. ISBN 978-83-287-0456-5.

### Tłumaczenia z angielskiego
- Edward Bulwer-Lytton: Zanoni. Powieść z czasów rewolucyi francuskiej. T. 1-3, Warszawa 1906[17][18][19]
- Edward Bulwer-Lytton: Zanoni. Opowieść o różokrzyżowcu. Romans mistyczny z czasów Rewolucji Francuskiej. Sandomierz 2015

### Opracowania
- Słówniczek muzyczny. (według Harrasa), Warszawa 1887

## Upamiętnienie
Z okazji 60. rocznicy śmierci poetki został odsłonięty 8 marca 2009 przez gen. Stanisława Nałęcz-Komornickiego (bratanka) pomnik w rodzinnym Grabowie nad Pilicą. Pomnik przedstawia poetkę jako kobietę i podpisany jest jako „Maria Komornicka”. W lipcu 2016 odbyły się w Warce obchody 140. rocznicy urodzin poetki z udziałem Brygidy Helbig i Tomasza Komornickiego. Kozienicki Dom Kultury im. Bogusława Klimczuka w Kozienicach organizuje co roku Ogólnopolski Konkurs Literacki im. Marii Komornickiej.
Życiem Komornickiej/Własta inspirowane są m.in. dramat Białe małżeństwo Tadeusza Różewicza, zaadaptowany na film przez Magdalenę Łazarkiewicz (Białe małżeństwo), Księgi Em Izabeli Filipiak i Komornicka. Biografia pozorna Bartosza Frąckowiaka oraz Weroniki Szczawińskiej, a także fabularyzowana biografia Inna od siebie Brygidy Helbig.
W 1995 powstał krótkometrażowy film dokumentalny Nadmiar życia. Maria Komornicka w reżyserii Aleksandry Czerneckiej i Dariusza Pawelca.